# My Girl (bài hát của The Temptations)
"My Girl" là bài hát của The Temptations. Ca khúc đã được Michael Jackson cover lại trong album Ben.